# Święty Franciszek Borgiasz nad ciałem cesarzowej Izabeli

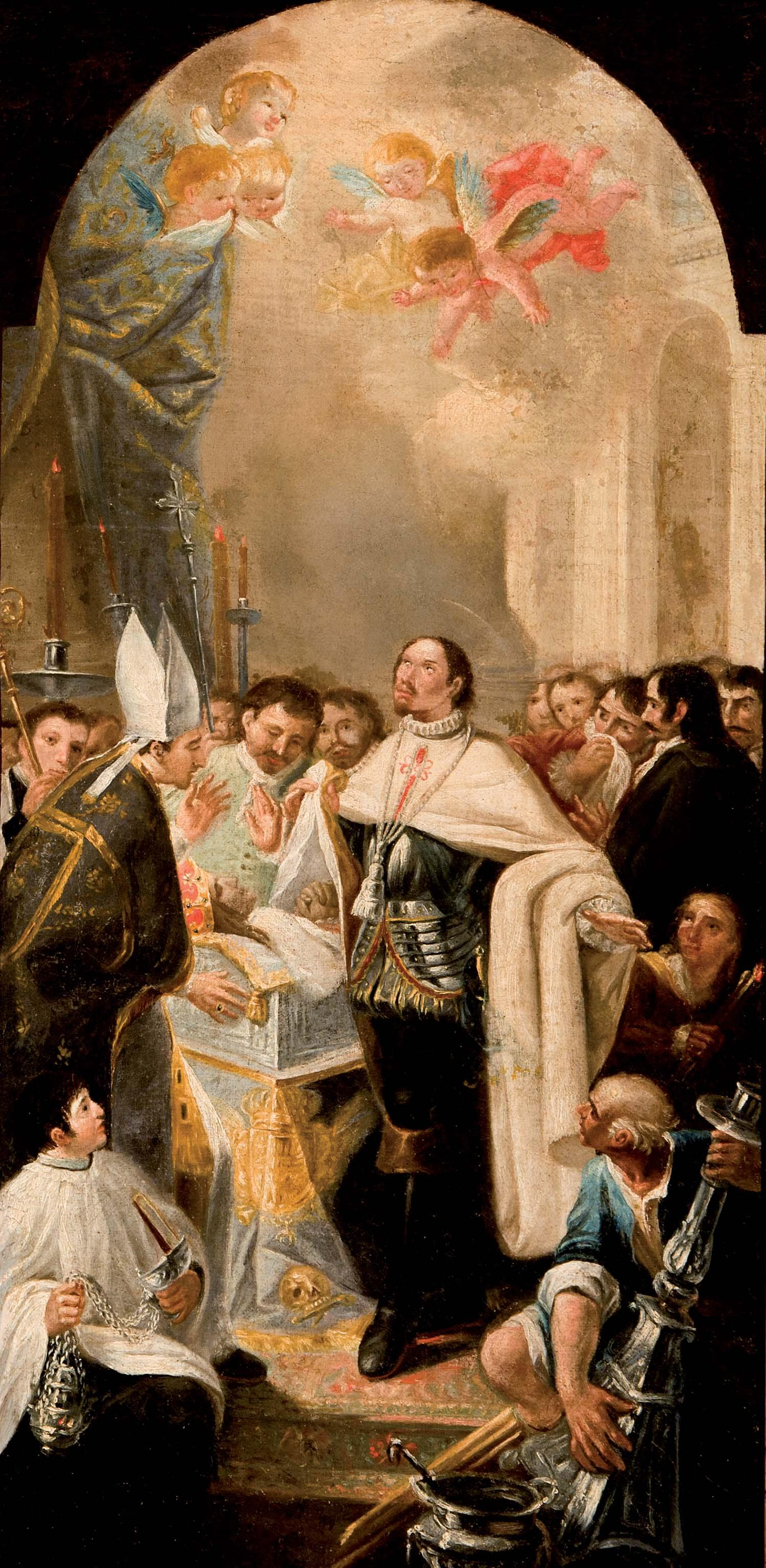
Szkic przygotowawczy, kolekcja prywatna

Święty Franciszek Borgiasz nad ciałem cesarzowej Izabeli lub Nawrócenie świętego Franciszka Borgii (hiszp. San Francisco de Borja ante el cadáver de la emperatriz Isabel lub La conversión de San Francisco de Borja) – obraz olejny hiszpańskiego malarza Mariana Salvadora Maelli znajdujący się w Katedrze w Walencji.

## Okoliczności powstania
W latach 1787–1788 María Josefa Pimentel y Téllez-Girón, księżna Osuny zainicjowała renowację znajdującej się pod patronatem jej rodziny kaplicy św. Franciszka Borgiasza w Katedrze w Walencji. Święty, który za życia był księciem Gandía i markizem de Lombay, był przodkiem księżnej Osuny. Do kaplicy zamówiono trzy nowe płótna, których tematem były sceny z życia świętego. Mariano Salvador Maella wykonał główny obraz Nawrócenie świętego Franciszka Borgiasza. Francisco Goya otrzymał zlecenie na dwa obrazy do bocznych ścian kaplicy: Święty Franciszek Borgiasz żegnający się z rodziną i Święty Franciszek Borgiasz u łoża konającego grzesznika. Obrazy te gloryfikują świętego jezuitę zaledwie 20 lat po wypędzeniu jego zakonu z Hiszpanii.
Franciszek Borgiasz urodził się w 1510 w Gandii, w Walencji. Pochodził z wpływowego rodu Borgiów, otrzymał arystokratyczne wykształcenie i służył na dworze króla Karola V Habsburga. Ożenił się z Leonor de Castro i miał ośmioro dzieci. Jako zaufany człowiek króla, w 1539 otrzymał zadanie sprowadzenia ciała zmarłej cesarzowej Izabeli Portugalskiej z Toledo do Grenady. Po przybyciu do miasta Franciszek musiał otworzyć trumnę, aby udowodnić, że zawierała ciało cesarzowej. Widok rozkładającego się ciała niegdyś pięknej władczyni wstrząsnął nim tak, że postanowił „nigdy więcej już nie służyć śmiertelnemu władcy”. Po śmierci żony w 1546 wstąpił do nowo powstałego zakonu jezuitów, odrzucając dobra doczesne i tytuły. 

## Proweniencja
Od czasu powstania w 1787 obraz znajduje się w katedrze w Walencji.